# Aesculus pavia
Aesculus pavia, conhecido como buckeye-vermelho (olho de veado vermelho) ou planta-de-fogo-de-artifício (anteriormente Pavia Rubra), é uma espécie de planta com flor decídua  A pequena árvore ou arbusto é nativa das partes sul e leste dos Estados Unidos, encontrada de Illinois a Virgínia no norte e do Texas à Flórida no sul.  É resistente ao norte de sua área nativa, com cultivo bem-sucedido em direção ao norte no Arboretum Mustila na Finlândia
Tem vários nomes locais, como buckeye-escarlate, buckeye lanoso e planta-de-fogo-de-artifício.
O buckeye-vermelho é um grande arbusto ou pequena árvore. Atinge uma altura de 16–26 ft (5–8 m), muitas vezes crescendo em uma forma multi-caules. Suas folhas são opostas e são compostas geralmente por cinco folíolos elípticos serrilhados, cada um com 10 a 4–6 in (10–15 cm) longo. Tem 4–7 in (10–18 cm) cachos de flores tubulares vermelhas escuras atraentes na primavera. As flores são hermafroditas  Os frutos castanhos claros lisos, cerca de 1 in (2.5 cm) ou mais de diâmetro, atingem a maturidade no início do outono.
Existem duas variedades :
- Esculus pavia var. pavia : típico buckeye-vermelho.
- Esculus pavia var. flavescens : buckeye-vermelho de flor amarela.

A variedade de flor amarela, var. flavescens, é encontrado nos locais mais altos do Texas, e ocorrem híbridos com cores de flores intermediárias.
As flores são atraentes para beija-flores, bem como abelhas  As frutas são ricas em saponinas, que são venenosas para os seres humanos, embora não sejam particularmente perigosas porque não são ingeridas facilmente. As sementes são venenosas. Os óleos podem ser extraídos para fazer sabão, embora isso não seja viável comercialmente.
Cultivares ornamentais, como a 'Humilis' de baixo crescimento, foram selecionadas para uso em jardins.
O buckeye-vermelho hibridizou em cultivo com a castanha-da-índia comum (Aesculus hippocastanum), sendo o híbrido denominado Aesculus × carnea, castanha-da-índia-vermelha. O híbrido é uma árvore de tamanho médio para alto de 14–17 m (45–55 ft), intermediário entre as espécies progenitoras na maioria dos aspectos, mas herdando a cor vermelha da flor de A. pavia.  É uma árvore popular em grandes jardins e parques, mais comumente a cultivar selecionada 'Briotii'. Híbridos de buckeye-vermelho com buckeye-amarelo ( A. flava ) também foram encontrados, e denominados Aesculus × hybrida

## Galeria

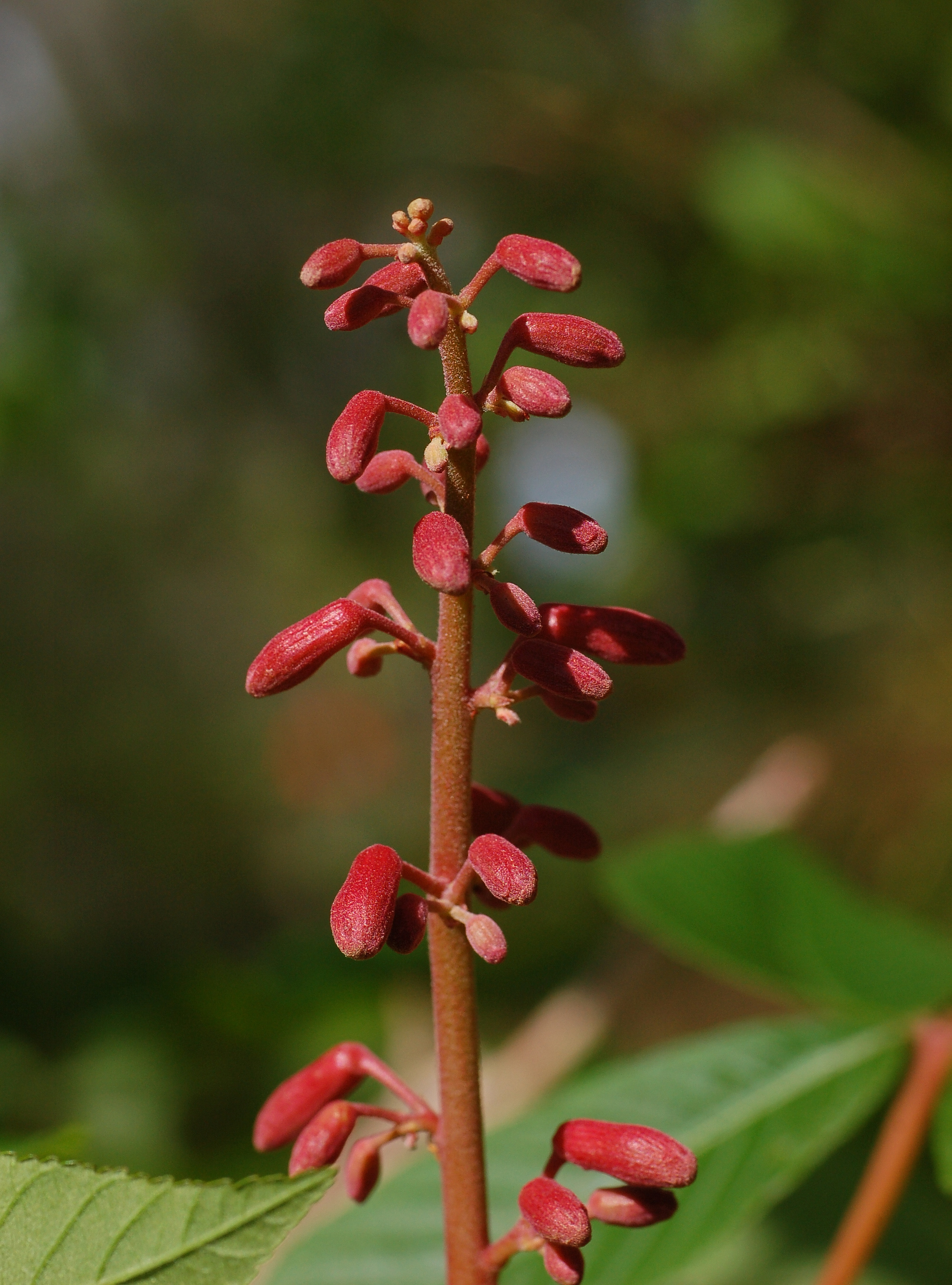
Uma haste de flor vermelha
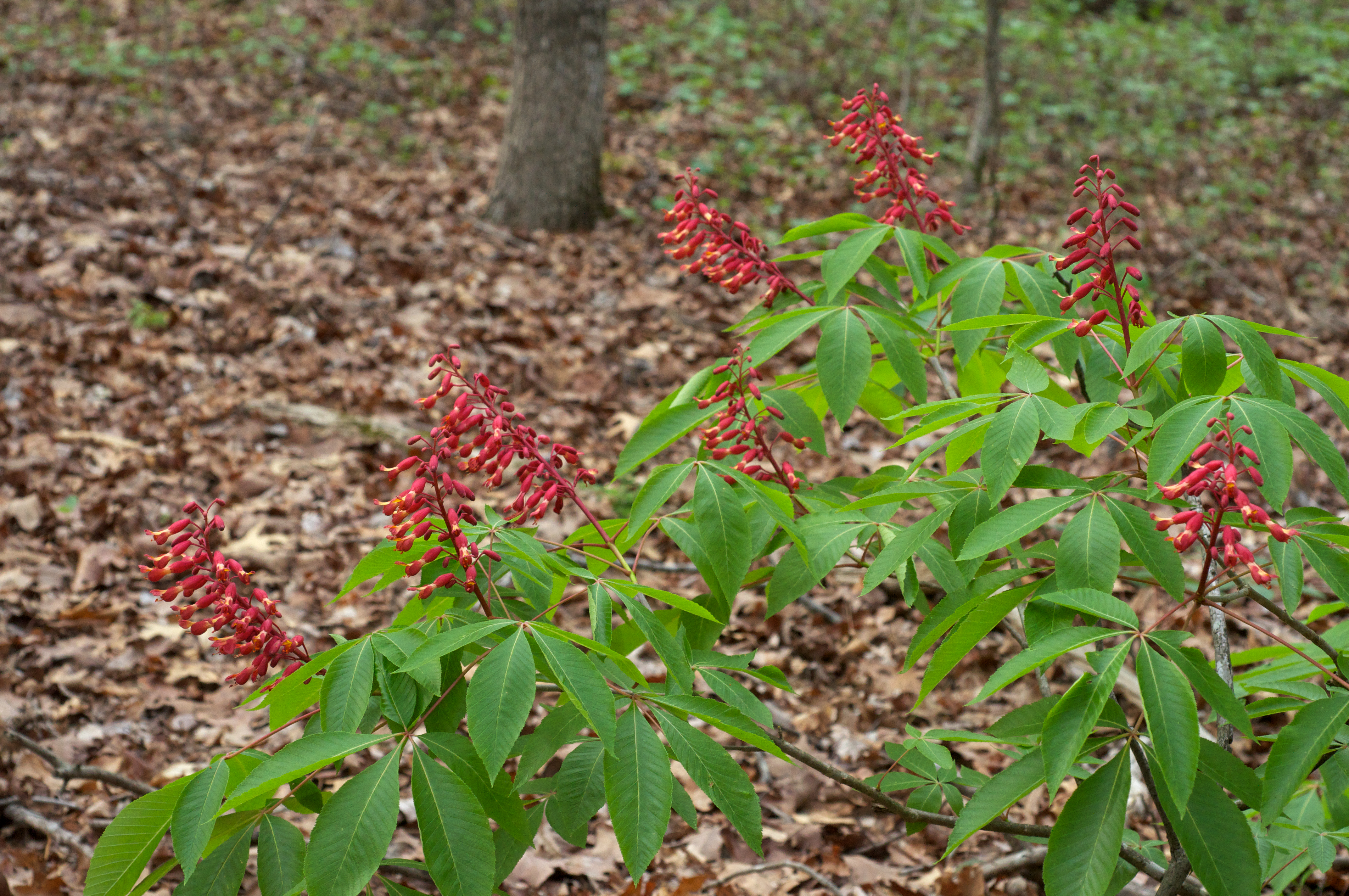
Habitat de crescimento
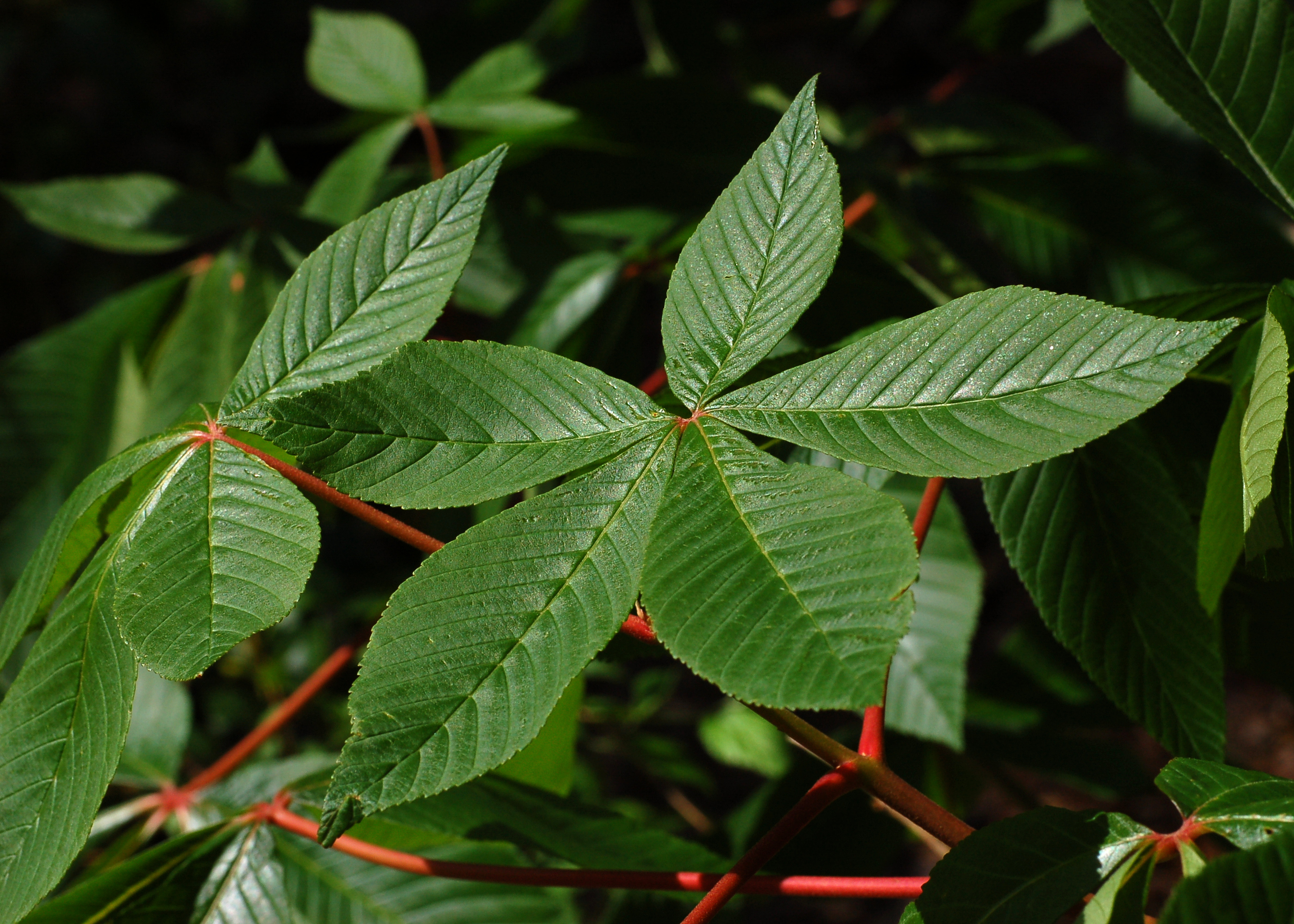
Aglomerado de folhas
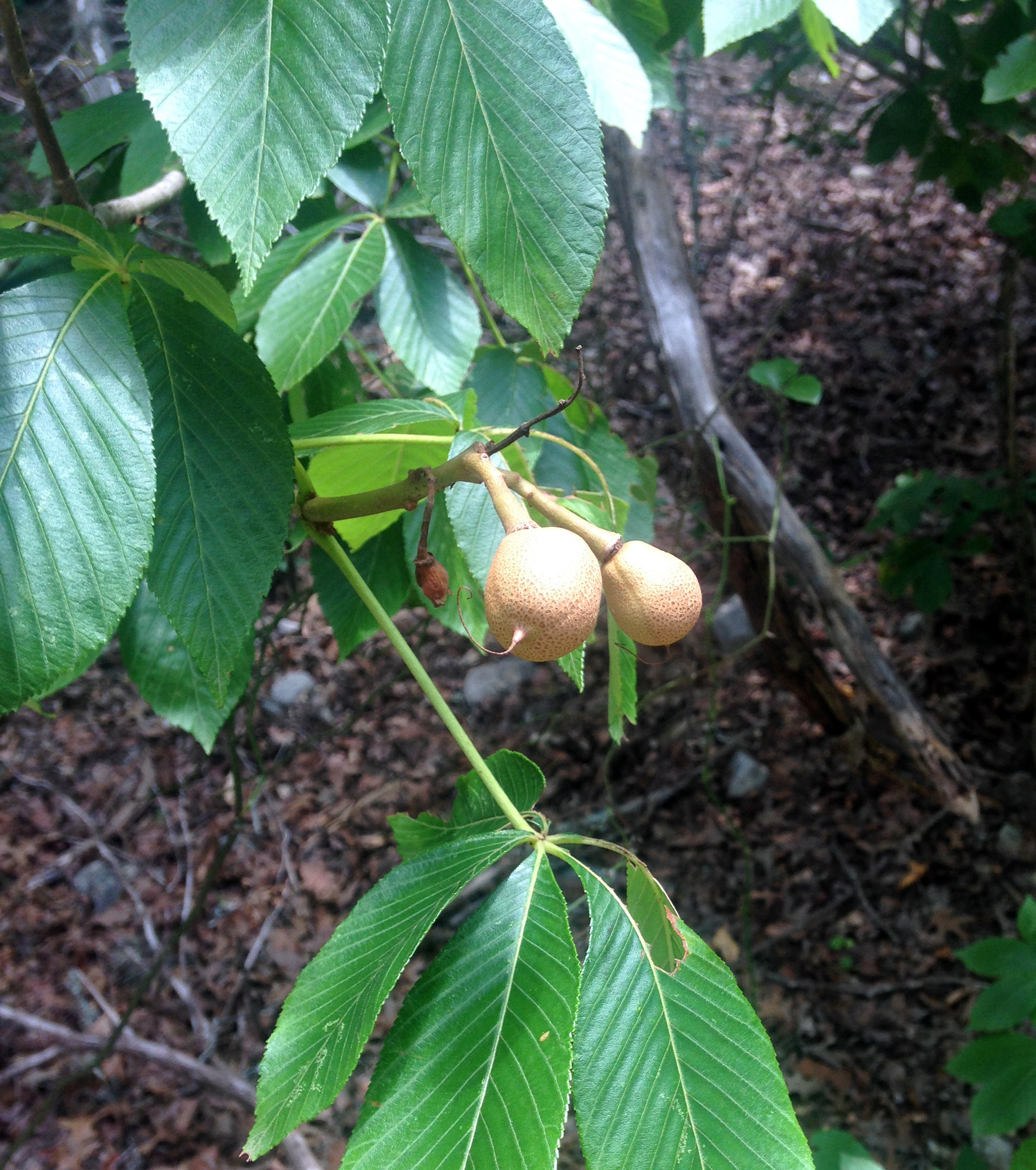
Frutos maduros